# Pascual Orozco Vázquez
El general Pascual Orozco Vázquez (1882 - 1915) va ser un revolucionari mexicà que va donar suport al Plan de San Luís de Francisco I. Madero. Després de la victòria de la revolució va ser cap de les tropes irregulars a l'estat de Chihuahua, alçant-se en armes posteriorment contra el govern maderista, essent absorbit després per la reacció encapçalada per Victoriano Huerta, que el va nomenar General de Brigada.

## Biografia
Pascual Orozco va néixer al municipi de Hacienda de Santa Inés, a l'estat de Guerrero (Mèxic), tot i que va viure al poble de San Isidro, que actualment porta el seu nom. Els seus pares van ser Pascual Orozco i Amada Orozco i Vázquez. Orozco es va casar amb Refugio Frías.
Va ser el primer General de la Revolució mexicana nomenat per Francisco I. Madero, essent un actor clau en la caiguda de Porfirio Díaz. El 19 de setembre del 1910 es va aixecar en armes, un dia abans de la data indicada per Madero. Juntament amb Francisco Villa, va prendre Ciudad Juárez el 1911, acció militar que va derivar en la caiguda de Díaz.
Acabada la revolució, va ser nomenat Comandant dels Rurals a Chihuahua i candidat a governador pel Club Independiente de Chihuahua, organització antagònica de Madero. Tot i així, el 15 de juliol del 1911 va haver de renunciar davant de les fortes pressions rebudes.
Es va rebel·lar contra el govern de Madero (1911-1913), després d'acusar-lo d'incomplir el Plan de San Luis, però va ser derrotat pel General Victoriano Huerta. Per finançar la rebel·lió, Orozco utilitzava el seu propi capital, però també robava ramats de l'estat, que després venia a la veïna Texas; allí també hi comprava armes i municions, tot i l'embargament declarat pel President William Taft.
El 1913 va reconèixer el govern de Huerta (1913-1914), que l'ascendí a General de Divisió el 1914. Orozco es va mantenir lleial al nou President, motiu pel qual va marxar amb ell a l'exili després de la revolta que va fer-lo sortir del govern. El 30 d'agost del 1915 moria assassinat a les muntanyes Van Horn, 8 milles al sud de Lobo (Texas).
El 3 de setembre del 1915 va ser enterrat al municipi de El Paso (Texas), tot i que el 1923 les seves restes van ser traslladades a l'estat de Chihuahua, a Mèxic.